# Molėtai
Molėtai (polska Malaty) är en stad i Utena län i Litauen. Staden har 6 085 invånare år 2015. Den är centralort i Molėtai landskommun.